# Zahrener See
Der Zahrener See liegt nördlich von Lübz im Landkreis Ludwigslust-Parchim in Mecklenburg-Vorpommern. Der größere südliche Teil liegt auf dem Gemeindegebiet Gallin-Kuppentin, der kleinere nördliche Teil auf dem Gemeindegebiet Neu Poserin. Der namensgebende Ort Zahren liegt am Westufer des Sees. Außer Zahren liegen noch die Ortschaften Gallin (im Südosten) und Kressin (im Norden) in der unmittelbaren Nähe des Sees. Das langgestreckte Gewässer gliedert sich in ein flaches Nordbecken und ein größeres und tieferes Südbecken. Die Umgebung des Sees ist größtenteils sumpfig. Der See hat eine Länge von über zwei Kilometern bei einer Breite von über 600 Metern im südlichen Teil. Im nördlichen Teil erreicht die Seebreite etwa 300 Meter.  Der See ist im Südbecken über fünf Meter tief. Der Abfluss des Sees liegt im Süden und stellt die Verbindung zur Elde dar.
Südlich des Sees verläuft die Bahnstrecke Parchim–Neubrandenburg.

## Nachweise
1. ↑  Karten und Luftbilder des Geoportals MV